# Ямато-Мару
Ямато-Мару — транспортне судно, яке під час Другої світової війни брало участь у операціях японських збройних сил на Тихому океані.
Судно спорудили в 1917 році на верфі Osaka Iron Works для компанії Goko Shokai. З 1922-го його власником стала компанія Yamato Kisen, а в 1929-му «Ямато-Мару» перейшло до Hakuyo Kisen.
У 1943-му судно реквізували для потреб Імперського флоту Японії. 22 листопада 1943-го «Ямато-Мару» перебувало на підходах до Палау — важливого транспортного хабу на заході Каролінських островів (можливо, воно прямувало в конвої «Вевак-Голландія № 3»). Тут його торпедував і потопив американський підводний човен USS Tinosa.